# La spiaggia dei sogni
La spiaggia dei sogni (The Beach of Dreams) è un romanzo scritto nel 1919 da Henry De Vere Stacpoole, scrittore irlandese.
L'autore usava luoghi che aveva visitato in prima persona come scenario delle vicende narrate nei suoi romanzi; il libro è infatti ambientato nell’arcipelago delle isole Kerguelen situato nell'Oceano Indiano meridionale.
Il libro è stato tradotto in italiano per la casa editrice Sonzogno di Milano.
Dal romanzo è stato tratto il film Spiaggia dei sogni (1921).

## Trama
A bordo del vascello “Albatros” si sta svolgendo una conversazione fra due marinai, Raft e Harbutt, quando essi scorgono il “Gaston De Paris”, uno yacht lussuoso, vicino alle isole Kerguelen, un arcipelago a sud dell’Oceano Indiano. I due si soffermarono a fantasticare sull’identità del proprietario del suddetto yacht. Il proprietario dello yacht “Gaston De Paris” era il principe di Monaco Selm, che era impegnato in una spedizione oceanografica con i suoi ospiti, fra i quali la giovane nobile Cloe di Bronsart. 
Durante la notte lo yacht si scontrò con il veliero visto precedentemente. Entrambe le navi affondarono. La ragazza allora fu salvata da due yachtman, La Touche e Bompard. Loro 3 furono gli unici dello yacht a salvarsi e raggiungere la costa.
L’isola si dimostrò fin da subito un ambiente ostile, fauna scarsa e terreno impervio misero a dura prova i naufraghi, tuttavia trovarono un deposito nascosto, creato da altri marinai arrivati lì molto prima di loro, che conteneva razioni di cibo e strumenti utili. Ad aggravare la situazione, si vennero a creare attriti fra Cloe e i yachtman, con Bompard tuttavia riusciva a discutere mentre La Touche non sentiva ragioni.
Un giorno però Bompard sparì e scoprirono che era morto in pozze di fango mortalmente profonde, dalle quali è impossibile uscire. 
Da allora le ostilità fra Cloe e La Touche si accesero ancor più di prima raggiungendo livelli drastici, La Touche mal tollerava Cloe e provò ad aggredirla nel sonno, ma lei si difese con un coltello e lo uccise.
Da quel momento si spostò nella baia dove vivevano le foche elefantine, per sentir meno la solitudine, tuttavia giorno dopo giorno questa la divorò portandola ad ignorare qualsiasi necessità come fame e sete. Cloe era distrutta e sull’orlo della morte, non aveva più forze, quando venne salvata da un altro uomo che la trovò mezza svenuta alla baia delle foche. Quest'uomo era Raft, l’unico marinaio superstite dell’Albatros. Egli si dimostrò capace e gentile con Cloe, nonostante l’aspetto imponente e muscoloso, riuscì quindi a farla riprendere. I due erano completamente opposti, Cloe era una nobile che conosceva il mondo dell’alta società e i suoi meccanismi, mentre Raft un umile marinaio che si curava solo di ciò che lo riguardava direttamente, nonostante questo andavano molto d’accordo.
Una volta finita la convalescenza di Cloe, decisero di dirigersi ad una baia dall’altra parte dell’isola per cercare di tornare a casa. Infatti quella era un punto d’approdo per le baleniere che giungevano lì per cacciare le foche. Fu un viaggio non privo di pericoli, ma arrivarono incolumi alla baia e trovarono una nave cinese che si preparava a ripartire per sfuggire al maltempo. Allora Raft e Cloe affrontarono il capitano, uccidendolo e riuscirono ad allearsi con la ciurma per fuggire dall’isola prima di rimanere bloccati l’ da una tempesta.
Mentre erano in mare incontrarono una nave francese da carico, il quale capitano si propose di accompagnare i due naufraghi a Marsiglia. 
Una volta lì, Cloe venne catapultata di nuovo nell’alta società, mentre Raft estraneo a quel mondo, si sentiva un pesce fuor d’acqua. Cloe decise quindi di ripagarlo del suo aiuto comprandogli una nuova nave e un equipaggio, decidendo poi di salpare con lui, vivendo come un marinaio invece che come una nobile

## Adattamenti
Dal romanzo è stato tratto il film Spiaggia dei sogni (1921).

## Edizioni in italiano
- La spiaggia dei sogni: romanzo traduzione di Gastone Rossi, Sonzogno, Milano 1933